# Netelia contiguator
Netelia contiguator är en stekelart som beskrevs av Delrio 1975. Netelia contiguator ingår i släktet Netelia och familjen brokparasitsteklar. Inga underarter finns listade i Catalogue of Life.